# Level E
 Level E (レベル E Reberu Ī?) es una serie de manga de cómic y ciencia ficción, escrito e ilustrado por Yoshihiro Togashi. La trama sigue las desventuras del príncipe extraterrestre Baka Ki El Dogra, quien se estrella en la Tierra y empieza a vivir a la fuerza con el estudiante de secundaria y jugador de béisbol Yukitaka Tsutsui. Sin embargo, el príncipe Baka se da cuenta poco a poco de que es el objetivo de los alienígenas de otros planetas, y utiliza su ingenio para mantener cada vez la paz mundial.
Junto con su corta duración y su estilo artístico más realista, la historia de Level E se centra mucho más en el humor que las series shōnen más famosas de Togashi, Yū Yū Hakusho y Hunter × Hunter. Level E se publicó originalmente en la revista japonesa de Shueisha Weekly Shōnen Jump entre 1995 y 1997, con un total de 16 capítulos. Estos episodios han sido recopilados desde entonces en tres volúmenes, así como en dos libros de estilo revista. Una adaptación al animé de Level E dirigida por Toshiyuki Katō fue producida por Pierrot y David Production y emitida en TV Tokyo a principios de 2011.

## Trama
La Tierra ha sido poblada por miles de alienígenas de toda la galaxia. Mientras que todos los demás extraterrestres son conscientes de su presencia, es un secreto sólo para los terrícolas. Baka, el príncipe del planeta Dogra, se estrella en la Tierra y pierde la memoria. Se muda a la fuerza con Yukitaka Tsutsui, un estudiante de primer año de secundaria que acaba de irse a vivir por su cuenta. La vida normal que una vez conoció se aleja rápidamente al convertirse en el objetivo del tormento del príncipe.

## Personajes principales
Príncipe Baka (バカ王子 Baka-ōji?, lit. "príncipe estúpido")
Voz por: Daisuke Namikawa, Luis Navarro (Latinoamérica).
El primer príncipe de aspecto afeminado del planeta Dogura. Tiene un coeficiente intelectual excepcionalmente alto y apenas tiene otro interés que utilizarlo para atormentar a los que le rodean para su propia diversión. Su verdadero nombre es Baka Ki El Dogra (バカ＝キ＝エル・ドグラ Baka Ki Eru Dogura?), pero todo el mundo se refiere a él únicamente como Príncipe o Príncipe Baka.
Yukitaka Tsutsui (筒井 雪隆 Tsutsui Yukitaka?)
Voz por: Yoshimasa Hosoya, Miguel de León (Latinoamérica).
Estudiante de instituto y compañero de habitación del Príncipe. Juega al béisbol.
Miho Edogawa (江戸川 美歩 Edogawa Miho?)
Voz por: Satomi Akesaka, Azucena Miranda (Latinoamérica).
Vecina de Yukitaka y compañera de colegio. El padre de Miho es un investigador que estudia la vida alienígena en la Tierra. Le han enseñado a notar las cámaras ocultas, los dispositivos de seguimiento y los guardias secretos.
Kraft (クラフト隊長 Kurafuto-taichō?)
Voz por: Takehito Koyasu, Cristian Stempler (Latinoamérica).
Capitán del Ejército de la Guardia Real. Está en su décimo año. Su máxima prioridad es la de guardaespaldas del Príncipe Baka. El guardia de quinto año, Sado, y el de primer año, Colin, trabajan bajo su mando.

## Producción
Level E fue escrito e ilustrado por Yoshihiro Togashi, quien se había establecido como un destacado artista de manga con su popular serie de acción YuYu Hakusho. Cuando se tomó la decisión de serializar Level E, Togashi sólo había creado el primer capítulo. Como la historia implicaba que el protagonista fuera un alienígena que cambiaba en cada capítulo, tituló el manga "Alien Crises". Rápidamente lo cambió por su nombre definitivo después de que le dijeran que el título anterior era demasiado explícito. Tras alquilar una cinta de videollamada "Level 4", se afirmó a sí mismo que debía nombrar la serie utilizando la primera letra en inglés de la palabra "alien". Le informaron que la primera letra era "A" y no "E", pero respondió que siempre asoció el término con E.T. Togashi ha declarado que es un fan del género cinematográfico de terror y ha citado al diseñador de efectos visuales H. R. Giger (de la franquicia Alien) como una gran influencia. Togashi basó la ambientación de Level E en su propia ciudad natal, Yamagata, prestando mucha atención a los detalles. Para el humor, Togashi se inspiró en el manga Gaki Deka.

## Formatos

### Manga
Escrito e ilustrado por Yoshihiro Togashi, Level E fue serializado en la revista Weekly Shōnen Jump de Shueisha desde el 2 de octubre de 1995 hasta el 15 de enero de 1997. Se recopilaron un total de dieciséis capítulos en tres volúmenes tankōbon. El primero fue lanzado el 4 de marzo de 1996, el segundo el 3 de octubre de 1996 y el tercero el 1 de mayo de 1997. Además, Level E fue relanzado como parte de la serie de libros estilo revista Shueisha Jump Remix, con dos volúmenes lanzados en 2009. También fue reeditado por Shueisha en dos volúmenes bunkoban publicados el 17 de septiembre y el 15 de octubre de 2010. Level E ha sido traducido al chino, serializado en la revista Formosa Youth y publicado en formato de volumen por Tong Li Publishing en la República de China (Taiwán). También fue publicado en Brasil por Editora JBC, en Francia por Kazé, y en España por Planeta DeAgostini Comics.

### Anime
Una adaptación al anime de 13 episodios de Level E fue producida por TV Tokyo, Pierrot y David Production y dirigida por Toshiyuki Katō, con Jukki Hanada a cargo de los guiones de la serie, Itsuko Takeda en el diseño de los personajes y Yang Bang-ean a cargo la música. La serie se emitió originalmente en TV Tokyo de Japón desde el 11 de enero de 2011 hasta el 5 de abril de 2011. El tema de apertura del programa, "Cold Finger Girl" (コールドフィンガーガール Kōrudo Fingā Gāru?), es interpretado por Chiaki Kuriyama, y su tema final, "(Yume) ~Mugennokanata~" (｢夢｣〜ムゲンノカナタ〜?) es interpretado por ViviD. Crunchyroll emitió la serie en su sitio web de streaming en otras partes del mundo una hora después de cada emisión inicial en TV Tokyo. Según Kun Geo, director general del sitio web, "la transmisión de Level E por parte de TV Tokyo demuestra su compromiso de llevar el anime a una audiencia global. Nos sentimos honrados de poder presentar este título de uno de los mayores creadores de manga de todos los tiempos, y de poder decir que el streaming de Crunchyroll de este título contribuirá directamente a la viabilidad financiera de todas las partes implicadas en la producción, desde la emisora hasta el animador y el creador." Funimation anunció que obtuvo la licencia de la serie de televisión para Norteamérica en Katsucon 2012. Para Latinoamérica, Anime Onegai adquirió la serie con doblaje dirigido por Montserrat Aguilar.

El anime sitúa la historia en una época más reciente, con televisores de pantalla plana y teléfonos inteligentes, que no estaban disponibles cuando se publicó el manga original, que aparecen en la historia. Se han adaptado todos los capítulos, excepto el capítulo final del manga, "¡Luna de miel...!". La narración ha sido realizada por Fumihiko Tachiki.

### Mercancías
Se han lanzado varias piezas de mercadería que se relacionan con el anime. Estos incluyen sencillos en CD para los temas de apertura y cierre, ropa y toallas. Aniplex lanzó Level E en formato DVD en Japón a partir del 23 de febrero de 2011 y concluyó con el sexto volumen el 27 de julio de 2011. Incluía entre dos y tres episodios cada uno, así como características adicionales.